# بادخورک دودکش
بادخورک دودکش (نام علمی: Chaetura pelagica) پرندهای وابسته به خانواده بادخورکان است. عضوی از سردهٔ Chaetura است و ارتباط نزدیکی با بادخورک Vaux و Chapman دارد. در گذشته، گاهی این سه گونه به عنوان هم‌گونه در نظر گرفته می‌شدند. هیچ زیرگونه‌ای ندارد. بادخورک دودکش یک پرنده خاکستری با جثه متوسط و دودی با بالهای بسیار بلند و باریک و پاهای بسیار کوتاه است. مانند همه بادخورک‌ها، توانایی نشستن ندارد و تنها می‌تواند به صورت عمودی به سطحی بچسبد.
بادخورک دودکش عمدتاً از حشرات در حال پرواز و همچنین از عنکبوت‌های موجود در هوا تغذیه می‌کند. به‌طور کلی جفت‌های مادام‌العمر می‌شود. لانه‌ای از شاخه‌ها و بزاق می‌سازد که به یک سطح عمودی چسبیده‌اند، که تقریباً همیشه سازه‌ای ساخته‌شده توسط انسان، معمولاً یک دودکش است. ماده 4–5 تخم سفید می‌گذارد. جوان دیررس پس از 19 روز از تخم بیرون می‌آید و یک ماه پس از آن خارج می‌شود. میانگین بادخورک دودکش 4.6 سال عمر می‌کند.
بادخورک دودکش که به‌طور گسترده در بخش بزرگی از نیمه شرقی ایالات متحده و نواحی جنوبی شرق کانادا بازدید می‌کند، برای زمستان به آمریکای جنوبی مهاجرت می‌کند. این گونه یک بازدیدکننده تابستانی نادر به غرب ایالات متحده است، و به عنوان یک سرگردان در آنگویلا، باربادوس، گرینلند، جامائیکا، پرتغال، بریتانیا و جزایر ویرجین ایالات متحده ثبت شده‌است. در مناطق باز، ساوانا، دامنه‌های جنگلی و جنگل‌های نمناک یافت می‌شود.
مناطق زمستانی بادخورک دودکش تنها در سال ۱۹۴۴ کشف شد، زمانی که نوارهایی از پرندگان نواردار (حلقه‌دار) در آمریکای شمالی در پرو کشف شد. یک پرویی بومی این نوارها را به عنوان گردن‌بند می‌بست.

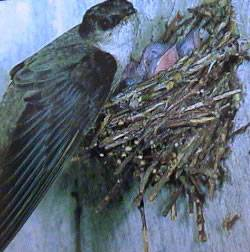
آشیانه از شاخه‌های کوچک و کوتاه ساخته شده‌است که با بزاق به هم چسبانده شده‌اند.

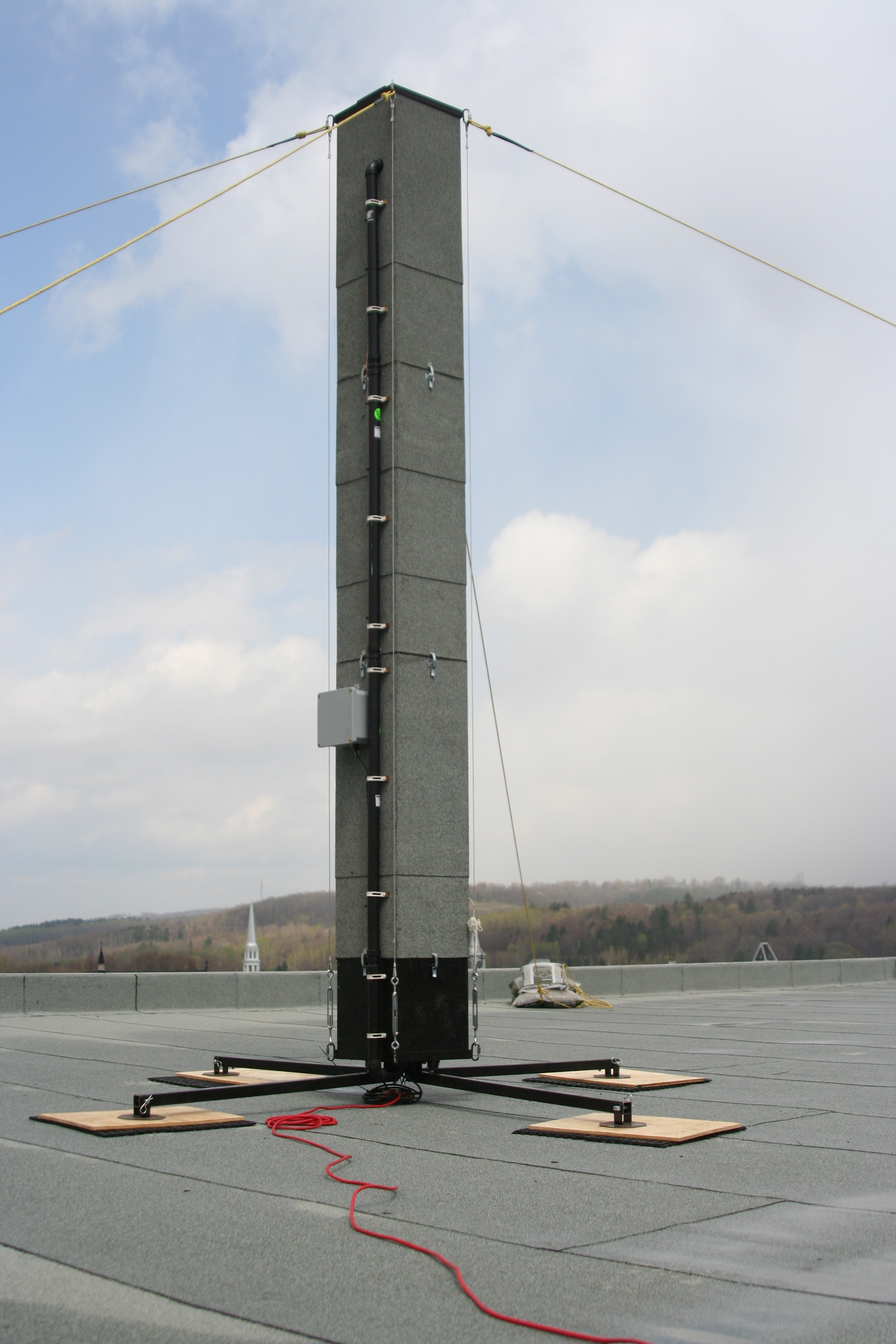
برج‌های هدفمند می‌توانند مکان‌های آشیانه‌سازی و خوابیدن را فراهم کنند.